# 龙霍夫托马斯·佐默体育公园
口力竞技场（Trolli Arena）是德國的一個足球場。位於巴伐利亞菲爾特。球場是德甲球隊菲尔特足球俱乐部的主場。